# 卡瓦尼亚斯-德萨亚戈
卡瓦尼亚斯-德萨亚戈（西班牙語：Cabañas de Sayago）是西班牙卡斯蒂利亚-莱昂萨莫拉省的一个市镇。总面积50平方公里，总人口199人（2001年），人口密度4人/平方公里。